# Марк Хенри
Марк Джеролд Хенри (на английски: Mark Jerrold Henry) e американски спортист (кечист и щангист), роден на 12 юни 1971 година.

## Вдигане на тежести
Започва своята кариера на кечист през 1998 година. Преди това се е занимавал с вдигане на тежести, участвал е в Летните олимпийски игри през 1996 г. Започвайки кариерата си като щангист през 1992 г., бързо получава признание от културисти като Рони Колман и Арнолд Шварценегер. През 1995 г. печели 3 златни медала и титлата „Най-силният човек в света“, повдигайки невероятните 440 кг (985 lbs.) в стил „Deadlift“.

## Кеч кариера
Марк Хенри започва вражда с Грамадата. По-късно печели титлата в тежка категория от Ренди Ортън и така враждата им с Грамадата става още по-лична. На турнира Отмъщение играят Марк Хенри и Грамадата за титлата в тежка категория, но мача не продължава защото Марк Хенри прави Суперплекс на Грамадата и ринга пропада. Следва няколко нападения срещу приятеля на Грамадата Даниел Брайън който е и Г-н договора в куфарчето. На турнира Сървайвър се играе мач срещу Марк Хенри и Грамадата за титлата в тежка категория в началото Грамадата има надмощие после Марк се опитва, но Грамадата не му позволява и му прави „ритник под брадичката“ след това се качва на въжетата и прави Лакът Сърцеразбивач. Грамадата опитва туш 1,2... Хенри се повдига Грамадата не може да повярва. Той се приготвя за Задушаващо тръшване, но Марк Хенри го изпреварва и му прави „Най-силното тръшване на света“ след това опитва туш 1,2... този път Хенри не може да повярва. Той се ядосва и изчаква Грамадата да стане за да му направи за втори път завършващия си ход. Само че Грамадата го блокирва и прави на Хенри Задушаващо тръшване. После се приготвя за Десен удар, но Марк го вижда и го рита под пояса. Съдията вижда това и дисквалифицира Хенри. Само че Хенри не приключил той взима един стол и пъхва крака на Грамадата в него и се качва на въжетата той иска да нарани Грамадата затова скача (Така бе счупил крака на Грамадата и го прати в болнични за 3 месеца), но Грамадата се отмества и пребива Хенри със стола. След това пъхва крака на Хенри в стол и скача върху него. Лекарите идват и изнасят Хенри. В следващото Разбиване след Сървайвър Хенри излиза с (счупен глезен) гипсиран крак и започва да говори че на турнира е ритнал Грамадата в крака, а под пояса в същото време излиза Грамадата те се карат и Марк бута Грамадата, но Грамадата не пада и нокултира Хенри и той пада по-лице в бесъзнание. После излиза Г-н договора в куфарчето Даниел Брайън той тушира Хенри и става новият Световен Шампион в тежка категория. Но после излиза Главния Мениджър на шоуто Разбиване Теодор Лонг изказва че лекарите на федерацията не позволяват на Хенри да се бие и затова мача не важи и трябва да върне титлата на Хенри. Като казва че единственото което мога да направи е да му върне куфарчето и че ще се играе мач между Даниел Брайън, Коуди Роудс, Уейд Барет и Ренди Ортън който спечели след седмица ще играе за титлата в тежка категория срещу Марк Хенри в мач Стоманена Клетка. По-късно Брайън печели мача. Следващата седмица главния мач Даниел Брайън срещу Марк Хенри за Световната титла в мач Стоманена Клетка можеш да победиш само при туш, предаване или бягство от клетката. В началото Брайън се опитва да избяга, но всеки път Марк Хенри го връща тръшвайки на един два пъти Хенри да го размаже в клетката. Брайън за пореден път се опитва да избяга от клетката, но Хенри го връща тогава Брайън му прави захвата Лебел. Хенри се повдига Брайън преминава в захвата Преспивателно Хенри се освобождава удряйки Даниел в обтегачите. Брайън тръгва да се изкачва по клетката. Хенри го последва те започват схватка отгоре на клетката Марк надделява хваща Брайън и му прави „Най-силното тръшване на света“ от въжетата.1,2,3 и Марк си запазва титлата в тежка категория. В един епизод на Разбиване играят Джак фукльото и Грамадата. През цялото време Грамадата пребива фуклято. Той се приготвя за Задушаващо тръшване, но се забавя и фуклято му прилага „Усукания глезен“, но Грамадата не се предава и нокаутира фукльото. След това изхвърля фуклято към Хенри който го пребива със стола на който седи и отправя послание. На турнира Маси, стълби и столове (TLC) играят Марк Хенри и Грамадата за титлата в тежка категория в мач със столове В началото Марк Хенри не иска да се бие и си взима титлата и си тръгва, но Грамадата грабва един стол и връща Хенри на ринга. Там Марк Хенри надделява с помощта на стола той решава да нанесе последен удар със стола в главата, но Грамадата го блокира като прави нокаутиращ удар на стола. След това повторно нокаутира Хенри и го тушира. Той става новият Световен шампион в тежка категория. Но после Марк Хенри го напада в гръб и му прави ДЕ ДЕ ТЕ върху стола. После излиза Г-н договоро в куфарчето Данйел Брайън и иска мач за титлата срещу Грамадата той го тушира и става новият Световен шампион в тежка категория. В епизод на Разбиване играят Грамадата и Даниел Брайън за титлата в тежка категория а Марк Хенри седи при коментаторите. Грамадата взима надмощие още в началото, но после Брайън надделява със захвата Лебел Грамадата не се предава и се освобождава и се приготвя за нокаутиращ удар, но Брайън го вижда и слиза от ринга. Марк Хенри му казва че е страхливец и трябва да се върне на ринга. Брайън отива при него и му казва:Аз съм по-добър от теб!Хенри се ядосва и бута Брайън тогава съдията бие гонга за дисфалификация и Брайън си запазва титлата.
След известно време отсъствие Марк Хенри прави своето завръщане през 2013 в мача между Даниел Браян и Рей Мистерио, в който Браян печели мача. Марк пребива жестоко Рей Мистерио и неговия партньор Син Кара, който се опитва да помогне на Рей. По-късно Марк Хенри си спечелва заслужено място сред шестимата претенденти за титлата в тежка категория, които ще се бият на платения турнир „Елиминационна клетка“, като той не успява да спечели и да вземе шанса да се бие за титлата в тежка категория, а вместо него в елиминационната клетка печели Джак Фукльото. След това Хенри започва вражда с Райбак. И двамата изливаха гнева си един върху друг. Все пак им беше уреден мач на следващия турнир КечМания 29, в който Марк Хенри победи.

### В кеча
Хватки
- Най-силното тръшване на света (World's Strongest Slam)
- Силово тръшване(power slam)
- Саблен удар
- Странично тръшване
- Тръшване на чувала
- Удар с глава
- Мечешка прегръдка
- Суперплекс
- Флапджак

### Титли, рекорди, и постижения
Powerlifting
- CHAMPIONSHIPS PARTICIPATION – High School Level
  - Two times 1st place in Texas State High School Powerlifting TEAM Championships (in Division I under Silsbee High School)
  - 1st place in Texas State High School Powerlifting Championships 1988 in SHW division
  - 1st place in Texas State High School Powerlifting Championships 1989 in SHW division
  - 1st place in Texas State High School Powerlifting Championships 1990 in SHW division
  - 1st place in National High School Powerlifting Championships 1990 in SHW division at age 18
  - results: Powerlifting Total – 922 kg (377.5/227/317.5) – 2033 lbs (832/501/700)
- CHAMPIONSHIPS PARTICIPATION – Junior&Senior Level
  - 1st place in International Junior (20 – 23) Powerlifting Championships 1991 in SHW division at age 20
  - 2nd place in Men's USPF Senior National Championships 1990 in SHW division at age 19
    - results: Powerlifting Total – 910 kg (365.0/212.5/332.5) / 2006.2 lbs (804.7/468.5/733.0)

  - 1st place in ADFPA (USAPL) National Powerlifting Championships 1995 in SHW division at age 24